# Sindaci di Barletta
Di seguito l'elenco cronologico dei sindaci di Barletta e delle altre figure apicali equivalenti che si sono succedute nel corso della storia.

## Regno d'Italia (1861-1946)
| Periodo           | Periodo          | Primo cittadino            | Partito  | Carica            | Note |
| ----------------- | ---------------- | -------------------------- | -------- | ----------------- | ---- |
| 1860              | 1864             | Luigi Italia               | Liberali | Sindaco           |      |
| 1864              | 1867             | Nicola Parrilli            |          | Sindaco           |      |
| 1867              | 1872             | Germano Romeo Scelza       |          | Sindaco           |      |
| 1873              | 1874             | Ottavio Serena             |          | Regio commissario |      |
| 1874              | 1877             | Nicola De Nittis           |          | Sindaco           |      |
| 1877              | 1883             | Francesco Paolo De Leone   |          | Sindaco           |      |
| 9 agosto 1883     | 31 dicembre 1889 | Pietro Antonio Cafiero     |          | Sindaco           |      |
| 1892              | 1897             | Centaro                    |          | Sindaco           |      |
| 12 aprile 1897    | 30 aprile 1901   | Mario Scelza               |          | Sindaco           |      |
| 1901              | 1902             | Ferdinando Cafiero         |          | Regio commissario |      |
| 1904              | gennaio 1911     | Arcangelo Cafiero          |          | Sindaco           |      |
| 1911              | 1912             | De Bonis                   |          | Regio Commissario |      |
| 1912              | 1913             | Tommaso Severini           |          | Sindaco           |      |
| 1913              | 1914             | De Bonis                   |          | Regio Commissario |      |
| 1914              | 1918             | Luigi Cafiero              |          | Sindaco           |      |
| 1920              | 1921             | Alfredo Mandarini          |          | Regio commissario |      |
| 1921              | 1922             | Giacinto Perrone           |          | Regio Commissario |      |
| 1922              | 1922             | Antonio Violante           | PSI      | Sindaco           |      |
| 1926              | 1927             | Vito Lattanzio             |          | Regio Commissario |      |
| 1927              | 1928             | Vincenzo Gallo             |          | Regio Commissario |      |
| 1928              | 1929             | Vito Lattanzio             |          | Regio Commissario |      |
| 1929              | 1930             | Pietro Reichlin            | PNF      | Podestà           |      |
| 1930              | 1930             | Camillo Esperti            | PNF      | Podestà           |      |
| 1930              | 1932             | Pietro Reichlin            | PNF      | Podestà           |      |
| 1932              | 1934             | Giuseppe Lamacchia         | PNF      | Podestà           |      |
| 1934              | 1934             | Norante Luciano De Martino |          | Regio Commissario |      |
| 1934              | 1937             | Guido Spadavecchia         | PNF      | Podestà           |      |
| 1937              | 1938             | Michele Picardi            | PNF      | Podestà           |      |
| 1939              | 1939             | Norante Luciano De Martino |          | Regio Commissario |      |
| 1940              | 1941             | Eugenio Violante           | PNF      | Podestà           |      |
| 1941              | 1941             | Norante Luciano De Martino |          | Regio Commissario |      |
| 20 settembre 1941 | 15 ottobre 1943  | Norante Luciano De Martino | PNF      | Podestà           |      |

## Repubblica Italiana (dal 1946)
| Sindaci eletti dal Consiglio comunale (1946-1994)    | Sindaci eletti dal Consiglio comunale (1946-1994) | Sindaci eletti dal Consiglio comunale (1946-1994) | Sindaci eletti dal Consiglio comunale (1946-1994)              | Sindaci eletti dal Consiglio comunale (1946-1994) | Sindaci eletti dal Consiglio comunale (1946-1994)    | Sindaci eletti dal Consiglio comunale (1946-1994) | Sindaci eletti dal Consiglio comunale (1946-1994) | Sindaci eletti dal Consiglio comunale (1946-1994) |
| Nominativo                                           | Nominativo                                        | Partito                                           | Partito                                                        | Giunta                                            | Giunta                                               | Mandato                                           | Mandato                                           | Elezione                                          |
| Nominativo                                           | Nominativo                                        | Partito                                           | Partito                                                        | Giunta                                            | Giunta                                               | Inizio                                            | Fine                                              | Elezione                                          |
| ---------------------------------------------------- | ------------------------------------------------- | ------------------------------------------------- | -------------------------------------------------------------- | ------------------------------------------------- | ---------------------------------------------------- | ------------------------------------------------- | ------------------------------------------------- | ------------------------------------------------- |
|                                                      | Isidoro Alvisi                                    |                                                   | Democrazia Cristiana                                           |                                                   | DC                                                   | 1946                                              | 1952                                              | Elezione 1946                                     |
|                                                      | Giovanni Paparella                                |                                                   | Partito Socialista Italiano                                    |                                                   | PSI                                                  | 1952                                              | 1956                                              | Elezione 1952                                     |
|                                                      | Giuseppe Palmitessa                               |                                                   | Democrazia Cristiana                                           |                                                   | DC                                                   | 1956                                              | 1960                                              | Elezione 1956                                     |
|                                                      | Giuseppe Palmitessa                               |                                                   | Democrazia Cristiana                                           |                                                   | DC                                                   | 1960                                              | 1962                                              | Elezione 1960                                     |
|                                                      | Carlo Ettore Borgia                               |                                                   | Democrazia Cristiana                                           |                                                   | DC                                                   | 1962                                              | 1964                                              | Elezione 1960                                     |
|                                                      | (Commissario prefettizio)                         | –                                                 | –                                                              | –                                                 | –                                                    | 1964                                              | 1964                                              | –                                                 |
|                                                      | Michele Morelli                                   |                                                   | Democrazia Cristiana                                           |                                                   | DC-PSI-PSDI                                          | 7 febbraio 1965                                   | 26 luglio 1967                                    | Elezione 1964                                     |
|                                                      | Rosario Odierna (Commissario prefettizio)         | –                                                 | –                                                              | –                                                 | –                                                    | 27 luglio 1967                                    | 12 dicembre 1967                                  | –                                                 |
|                                                      | Michele Morelli                                   |                                                   | Democrazia Cristiana                                           |                                                   | DC-PSI-PSDI                                          | 12 dicembre 1967                                  | 3 novembre 1970                                   | –                                                 |
|                                                      | Domenico Borraccino                               |                                                   | Partito Comunista Italiano                                     |                                                   | PCI-PSI                                              | settembre 1970                                    | 4 marzo 1972                                      | Elezione 1970                                     |
|                                                      | Giuseppe Rizzi                                    |                                                   | Partito Comunista Italiano                                     |                                                   | PCI                                                  | 7 maggio 1972                                     | 27 febbraio 1973                                  | Elezione 1970                                     |
|                                                      | Michele Tupputi                                   | ?                                                 | ?                                                              |                                                   | DC-PSI-PSDI-PRI                                      | 20 maggio 1973                                    | 20 ottobre 1975                                   | Elezione 1970                                     |
|                                                      | Giuseppe Palmitessa                               | ?                                                 | ?                                                              |                                                   | DC-PSI                                               | 21 ottobre 1975                                   | 8 maggio 1976                                     | Elezione 1975                                     |
|                                                      | Armando Messina                                   |                                                   | Democrazia Cristiana                                           |                                                   | DC-PSI-PSDI-PRI                                      | 30 luglio 1976                                    | novembre 1978                                     | Elezione 1975                                     |
|                                                      | Franco Borgia                                     |                                                   | Partito Socialista Italiano                                    |                                                   | PSI-PCI                                              | 7 dicembre 1978                                   | 8 giugno 1980                                     | Elezione 1975                                     |
|                                                      | Michele Frezza                                    | ?                                                 | ?                                                              |                                                   | DC-PSI-PSDI-PRI                                      | 5 ottobre 1980                                    | 18 agosto 1983                                    | Elezione 1980                                     |
|                                                      | Gabriele Lionetti                                 |                                                   | Democrazia Cristiana                                           |                                                   | DC-PSI-PSDI-PRI-PLI                                  | agosto 1983                                       | dicembre 1983                                     | Elezione 1980                                     |
|                                                      | Renato Russo                                      |                                                   | Democrazia Cristiana                                           |                                                   | DC-PSI-PSDI-PRI-PLI                                  | gennaio 1984                                      | ottobre 1984                                      | Elezione 1980                                     |
|                                                      | Aldo Bernardini                                   | ?                                                 | ?                                                              |                                                   | DC-PSI-PSDI-PRI-PLI                                  | ottobre 1984                                      | maggio 1985                                       | Elezione 1980                                     |
|                                                      | Sabino Carpagnano                                 |                                                   | Partito Socialista Italiano                                    |                                                   | DC-PSI-PSDI-PRI-PLI                                  | ottobre 1985                                      | maggio 1986                                       | Elezione 1985                                     |
|                                                      | Gabriele Lionetti                                 |                                                   | Democrazia Cristiana                                           |                                                   | DC-PSDI-PRI-PLI                                      | luglio 1986                                       | marzo 1987                                        | Elezione 1985                                     |
|                                                      | Gabriele Lionetti                                 |                                                   | Democrazia Cristiana                                           |                                                   | DC-PSI-PSDI-PRI-PLI                                  | aprile 1987                                       | luglio 1988                                       | Elezione 1985                                     |
|                                                      | Nicola Larosa                                     |                                                   | Democrazia Cristiana                                           |                                                   | DC                                                   | giugno 1988                                       | luglio 1989                                       | Elezione 1985                                     |
|                                                      | Natale D'Agostino (Commissario prefettizio)       | –                                                 | –                                                              | –                                                 | –                                                    | luglio 1989                                       | ottobre 1990                                      | –                                                 |
|                                                      | Pino Dicuonzo                                     |                                                   | Partito Socialista Italiano                                    |                                                   | PSI-DC-PRI-PSDI-PLI                                  | ottobre 1989                                      | novembre 1990                                     | Elezione 1989                                     |
|                                                      | Raffaele Grimaldi                                 |                                                   | Democrazia Cristiana                                           |                                                   | DC-PRI-PSDI-PLI                                      | novembre 1990                                     | aprile 1991                                       | Elezione 1989                                     |
|                                                      | Raffaele Grimaldi                                 |                                                   | Democrazia Cristiana                                           |                                                   | DC-PDS-PRI-PSDI-PLI                                  | maggio 1991                                       | gennaio 1992                                      | Elezione 1989                                     |
|                                                      | Sebastiano Lavecchia                              |                                                   | Democrazia Cristiana                                           |                                                   | DC                                                   | febbraio 1992                                     | maggio 1992                                       | Elezione 1989                                     |
|                                                      | Anna Chiumeo                                      |                                                   | Democrazia Cristiana                                           |                                                   | DC                                                   | luglio 1992                                       | febbraio 1993                                     | Elezione 1989                                     |
|                                                      | Raffaele Grimaldi                                 |                                                   | Democrazia Cristiana                                           |                                                   | DC                                                   | aprile 1993                                       | gennaio 1994                                      | Elezione 1989                                     |
|                                                      | (Commissario prefettizio)                         | –                                                 | –                                                              | –                                                 | –                                                    | gennaio 1994                                      | giugno 1994                                       | –                                                 |
| Sindaci eletti direttamente dai cittadini (dal 1994) |                                                   |                                                   |                                                                |                                                   |                                                      |                                                   |                                                   |                                                   |
| Nominativo                                           | Nominativo                                        | Partito                                           | Partito                                                        | Coalizione                                        | Coalizione                                           | Mandato                                           | Mandato                                           | Elezione                                          |
| Nominativo                                           | Nominativo                                        | Partito                                           | Partito                                                        | Coalizione                                        | Coalizione                                           | Inizio                                            | Fine                                              | Elezione                                          |
|                                                      | Raffaele Fiore                                    |                                                   | Partito Popolare Italiano                                      |                                                   | PPI-PDS                                              | 27 giugno 1994                                    | 6 febbraio 1996                                   | Elezione 1994                                     |
|                                                      | Carlo Fanara (Commissario straordinario)          | –                                                 | –                                                              | –                                                 | –                                                    | 6 febbraio 1996                                   | 24 giugno 1996                                    | –                                                 |
|                                                      | Ruggiero Dimiccoli                                |                                                   | Indipendente                                                   |                                                   | PDS-PPI-CS-PRC-RI                                    | 24 giugno 1996                                    | 10 giugno 1997                                    | Elezione 1996                                     |
|                                                      | Giuditta Montanari (Commissario straordinario)    | –                                                 | –                                                              | –                                                 | –                                                    | 10 giugno 1997                                    | 4 dicembre 1997                                   | –                                                 |
|                                                      | Francesco Salerno                                 |                                                   | Partito Democratico della Sinistra poi Democratici di Sinistra |                                                   | PDS-PPI-RI-PRC-SI                                    | 4 dicembre 1997                                   | 28 maggio 2002                                    | Elezione 1997                                     |
|                                                      | Francesco Salerno                                 | DS-PRC-UDEUR-SDI                                  | Partito Democratico della Sinistra poi Democratici di Sinistra | 28 maggio 2002                                    | 31 maggio 2005                                       | Elezione 2002                                     |                                                   |                                                   |
|                                                      | Antonio Nunziante (Commissario straordinario)     | –                                                 | –                                                              | –                                                 | –                                                    | 31 maggio 2005                                    | 30 maggio 2006                                    | –                                                 |
|                                                      | Nicola Maffei                                     |                                                   | Democrazia è Libertà - La Margherita                           |                                                   | DS-DL-SDI-PSDI-RnP-UDEUR-FdV-IdV-PRC-PdCI-L. civiche | 30 maggio 2006                                    | 21 maggio 2011                                    | Elezione 2006                                     |
|                                                      | Nicola Maffei                                     | Partito Democratico                               |                                                                | PD-PSI-FdS-IdV-SEL-ApI-L. civiche                 | 21 maggio 2011                                       | 30 ottobre 2012                                   | Elezione 2011                                     |                                                   |
|                                                      | Anna Maria Manzone (Commissario straordinario)    | –                                                 | –                                                              | –                                                 | –                                                    | 30 ottobre 2012                                   | 12 giugno 2013                                    | –                                                 |
|                                                      | Pasquale Cascella                                 |                                                   | Partito Democratico                                            |                                                   | PD-SEL-SC-CD-L. civiche                              | 12 giugno 2013                                    | 4 maggio 2018                                     | Elezione 2013                                     |
|                                                      | Gaetano Tufariello (Commissario straordinario)    | –                                                 | –                                                              | –                                                 | –                                                    | 4 maggio 2018                                     | 15 giugno 2018                                    | –                                                 |
|                                                      | Cosimo Cannito                                    |                                                   | Indipendente                                                   |                                                   | FI-FdI-AP-L. civiche                                 | 15 giugno 2018                                    | 13 ottobre 2021                                   | Elezione 2018                                     |
|                                                      | Francesco Alecci (Commissario straordinario)      | –                                                 | –                                                              | –                                                 | –                                                    | 15 ottobre 2021                                   | 29 giugno 2022                                    | –                                                 |
|                                                      | Cosimo Cannito                                    |                                                   | Indipendente                                                   |                                                   | FI-FdI-Lega-L. civiche                               | 29 giugno 2022                                    | in carica                                         | Elezione 2022                                     |